# Dicaeum concolor
El picaflores de los Nilgiri (Dicaeum concolor) es una especie de ave paseriforme de la familia Dicaeidae endémico del suroeste de la India.
 Anteriormente se consideraba conespecífico del picaflores sencillo (Dicaeum minullum). 

## Descripción

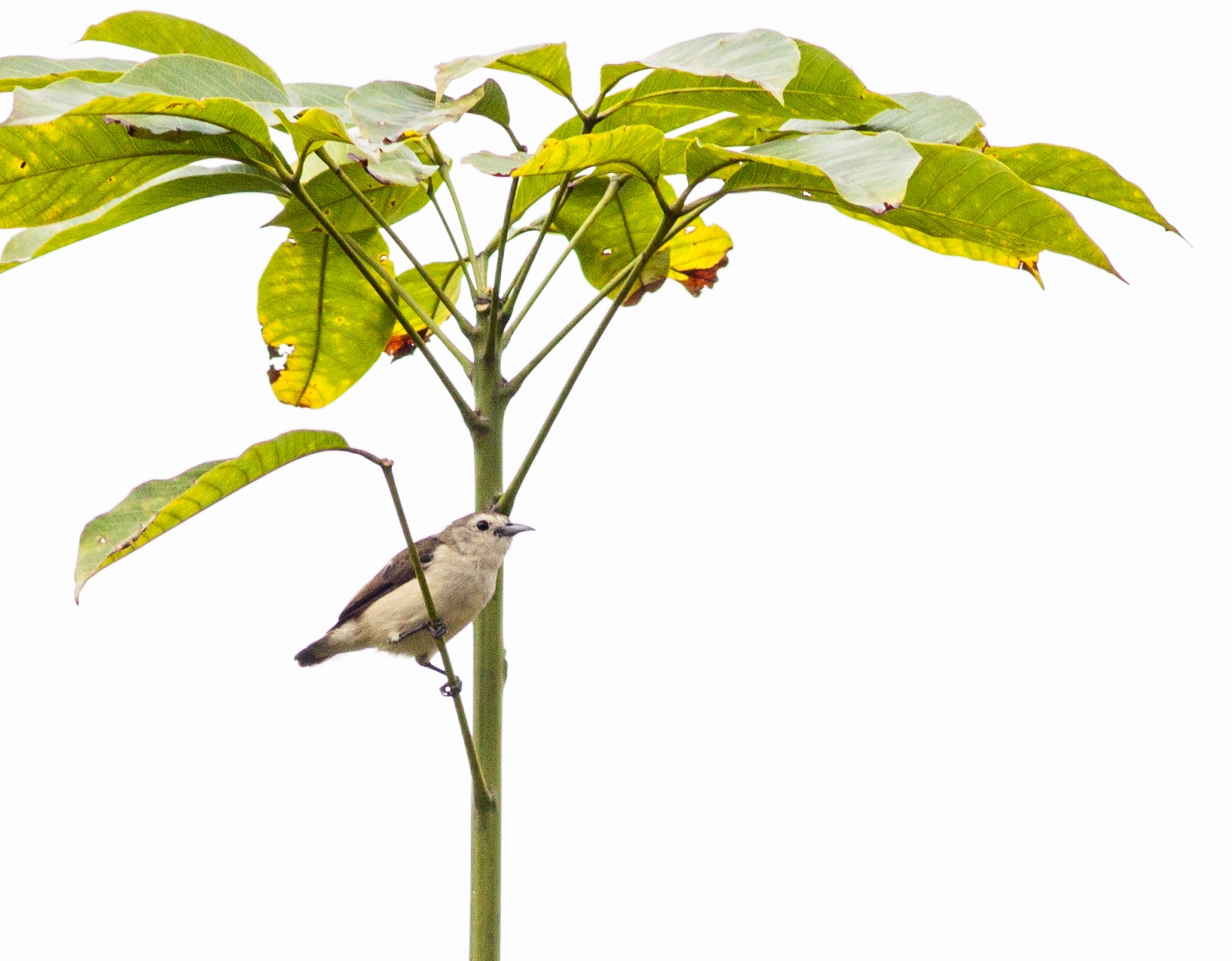
Ejemplar en Puttur, Karnataka, India.

El picaflores de los Nilguiri es un pájaro pequeño, de unos 9 cm de largo, y sin diferencias significativas entre machos y hembras. Sus partes superiores son pardo grisáceas y las inferiores blanquecinas. Su frente y supercilio también son blanquecinos. 

## Distribución y hábitat
Se encuentra en los bosques tropicales de los montes de los Ghats occidentales y los montes Nilgiri del sureste de la India.

## Comportamiento
El picaflores de los Nilgiri es un pájaro sedentario de los bosques y sus límites, así como las áreas de cultivo colindantes y sotos aislados, con frecuencia en zonas montañosas. 
Como los demás picaflores se alimenta principalmente de néctar y frutos. Busca alimento en la copas de los árboles, por lo que son importantes polinizadores y dispersores de semillas del bosque tropical. Como otros picaflores tiene una lengua plumosa con la que liba el néctar, pero también consume pequeños frutos e insectos.
Su época de cría es de enero a abril, con una posible segunda nidada entre mayo y junio. Suele poner entre dos y tres huevos un nido con forma de bolsa suspendido de las ramas de un árbol o arbusto.